# Рам (Бреша)
Рам (итал. Ram) је насеље у Италији у округу Бреша, региону Ломбардија.
Према процени из 2011. у насељу је живело 12 становника. Насеље се налази на надморској висини од 813 м.